# Бадањ
Бадањ (воденични) је шупље стабло, трупац, нека врста дрвене цеви која води воду до воденичног кола, млинског точка. Код Вука је то велика шупља клада кроз коју тече вода. У бадањ се сјури вода ка воденичном точку, при дну је учвршћена клиновима и може се млаз воде тешњим учинити стављањем туљаца.
Бадањ је такође и буре, каца, бачва, чабар. У околини Мостара и Црној Гори то је велика отворена бачва у коју се ставља грожђе после бербе и муља, гази.
Бадањ је стара реч која постоји у свим словенским језицима. Неки аутори управо ову реч држе за корен многих топонима чак и пре доласка Келта.

## Топоними
- Бадањ код Рашке
- Бадањ код Дрниша
- Бадањ код Стоца
- Бадњевац код Баточине
- Бадњевац код Житорађе
- Доња Бадања код Лознице
- Пећина Бадањ код Стоца у Босни и Херцеговини
- Бадањ, врх на планини Велебит